# Пероксид кальция
Пероксид кальция — бинарное неорганическое соединение кальция и кислорода с формулой CaO2. Белый порошок. Является производным пероксида водорода.

## Получение
Действием пероксида водорода на суспензию гидроксида кальция:
{\displaystyle {\mathsf {Ca(OH)_{2}+H_{2}O_{2}\ {\xrightarrow {50^{o}C}}\ CaO_{2}\downarrow +2\ H_{2}O}}}
при проведении реакции в охлаждённых водных растворах получается кристаллогидрат CaO2•8H2O.

## Физические свойства
Пероксид кальция образует белые мелкие кристаллы тетрагональной сингонии, пространственная группа I 4/mmm, параметры ячейки a = 0,501 нм, c = 0,592 нм, Z = 2.
Кристаллогидрат пероксида кальция CaO2•8H2O — блестящий белый порошок с плотностью 1,672 г/см³ тетрагональной сингонии, пространственная группа P 4/mcc, параметры ячейки a = 0,621 нм, c = 1,100 нм, Z = 2.

## Химические свойства
- При нагревании разлагается:

{\displaystyle {\mathsf {2\ CaO_{2}\ \xrightarrow {250-380^{o}C} \ 2\ CaO+O_{2}}}}
- Медленно разлагается горячей водой:

{\displaystyle {\mathsf {CaO_{2}+2\ H_{2}O\ \xrightarrow {50-60^{o}C} \ Ca(OH)_{2}+H_{2}O_{2}}}}
{\displaystyle {\mathsf {2CaO_{2}+2\ H_{2}O\ \xrightarrow {100^{o}C} \ 2Ca(OH)_{2}+O_{2}\uparrow }}}
- Взаимодействует с кислотами:

{\displaystyle {\mathsf {CaO_{2}+2\ HCl\ {\xrightarrow {\ }}\ CaCl_{2}+H_{2}O_{2}}}}
- В присутствии кислорода способен окислить оксид хрома(III) до хромата кальция[2]:

{\displaystyle {\mathsf {4CaO_{2}+2Cr_{2}O_{3}+O_{2}\ \xrightarrow {500^{o}C} \ 4CaCrO_{4}}}}

## Применение
Пероксид кальция благодаря своим окислительным и нейтрализующим свойствам и абсолютной экологической безопасности конечных продуктов применяется во многих отраслях народного хозяйства. Пероксидные композиции обычно применяются с содержанием 30-70% активного вещества (CaO2). 
В рыбоводстве – в качестве источника кислорода для аэрации водоёмов, в целях предотвращения зимних и летних заморов рыбы, а также перевозке малька и живой рыбы. Для санации донных отложений и снижения патогенной микрофлоры водоёма.
В аграрной промышленности – для аэрации почвы, улучшения всхожести семян, ускорения роста растений.  Для быстрого регулирования pH почвы и торфогрунтов. Эффективен против картофельной и галловой нематод. Безопасный обеззараживатель почвы. Консервант для длительного хранения овощей и фруктов. Ингредиент для капсулирования семян. 
В птицеводстве – как стимулятор роста птицы, для увеличения её биомассы, увеличения яйценоскости и улучшения качества скорлупы. Для обеззараживания кормов.
В животноводстве – для откорма молодняка, повышения резистентности животных, снижения заболеваемости. Как антидиарейное и антистрессовое средство. 
В экологии – для безопасной эффективной очистки и утилизации промышленных и бытовых сточных вод, как нейтрализатор ионов тяжёлых металлов, нефтепродуктов и других органических соединений. Как один из компонентов фильтров для подготовки питьевой воды, удаляет катионы железа, марганца, некоторых других металлов. Ускоряет процессы перегнивания, устраняет неприятные запахи, дезодорирует иловые карты.  Нейтрализует розливы гептила, обеззараживает радиоактивные отходы. Применяется для очистки и переработки вторичных отходов ПВХ.
В производстве полисульфидных полимеров – в качестве стабилизатора для полимеров и сополимеров при хранении, является инициатором полимеризации, улучшает адгезионные свойства к стеклу под воздействием УФ-излучения, является компонентом термопластичных смол. Пероксид кальция является вулканизующим агентом при изготовлении каучуков, придавая эластические свойства.
В косметической промышленности – как антибактериальный компонент широкого спектра действия. Может добавляться в гели, пасты, лосьоны и т.д.
В металлургической промышленности – как источник кислорода в алюмотермических и других металлургических процессах. Добавки СаО2 позволяют регулировать температурный режим процесса, делают более лёгкой операцию отделения шлака от металла, способствуют снижению дефектов в изделии. Пероксид кальция входит в составы для извлечения цветных и благородных металлов в металлургии цветных металлов. 
В целлюлозно-бумажной промышленности – для отбеливания бумаги. При этом во много раз сокращается потребление воды.  
В хлебопечении – как улучшитель пшеничной муки высшего, первого, второго сорта, выпечке подовых изделий. Пероксид кальция укрепляет консистенцию теста, уменьшает расплываемость и увеличивает упругость теста. Увеличивается пористость хлеба, уменьшается его кислотность, улучшается вкус.  

## Биологическая роль и физиологические действие
Перекись кальция по степени воздействия на организм человека относится к 4-му классу опасности (малоопасные вещества). По всей видимости, пероксид кальция неядовит для живых организмов.